# Juvenalia
En la antigüedad clásica, Juvenalia o Ludi Juvenales (en idioma griego Ἱουβενάλια ὥσπερ τινὰ νεανισκεύματα), fueron los juegos escénicos instituidos por Nerón en el año 59, cuando contaba 21 años de edad, en conmemoración del afeitado de su barba por primera vez, indicando con ello que había pasado de la juventud a la edad adulta. 
Estos juegos no se celebraban en el circo, sino en un teatro privado construido como una especie de parque de atracciones (nemus), donde se daban todo tipo de representaciones teatrales, juegos griegos y romanos y mimesis o similares.
Se esperaba que las personas más distinguidas del estado, viejos o jóvenes, hombres o mujeres, participaran en ellos. El mismo emperador dio ejemplo apareciendo en persona en el escenario.  Dión Casio menciona el caso de una distinguida matrona romana, que bailaba en los juegos con más de ochenta años. Suetonio en su Las vidas de los doce césares (Ner. 12), confunde estos festivales con los Neronia, que fueron instituidos un año más tarde, año 60.
Los Juvenalia continuaron siendo celebrados por los emperadores posteriores, pero no con la misma ocasión. Este nombre fue dado a los juegos que patrocinados por los emperadores, se celebraban el 1 de enero de cada año. Ya no consistían en representaciones escénicas, sino en carreras de carros y combates de fieras (Dión Casio, Historia romana, LXVII.14, Sidonio Apolinar, Carm. XXIII.307, 428; Historia de Augusto, "Los tres gordianes", 4; cf. Lipsius, ad Tac. Ann. XIV.15).